# Cabo Girão
Cabo Girão este o arie protejată (sit de importanță comunitară — SCI) din Portugalia întinsă pe o suprafață de 83,69 ha, integral pe uscat.

## Localizare
Centrul sitului Cabo Girão este situat la coordonatele 32°39′16″N 17°01′12″W / 32.6544°N 17.0199°V.

## Înființare
Situl Cabo Girão a fost declarat sit de importanță comunitară în decembrie 2015 pentru a proteja 6 specii de plante și 10 specii de animale.

## Biodiversitate
Situată în ecoregiunea , aria protejată conține 3 habitate naturale: Faleze cu floră endemică de pe coastele macaroneziene, Tufărișuri termo-mediteraneene și de pre-deșert, Păduri de Olea și Ceratonia.
La baza desemnării sitului se află mai multe specii protejate:
- plante (6): Andryala crithmifolia, Cheirolophus massonianus, Maytenus umbellata, Monizia edulis, Musschia aurea, Phagnalon saxatile
- păsări (10): Calonectris diomedea, cânepar (Carduelis cannabina), porumbel (Columba livia), măcăleandru (Erithacus rubecula), vânturel roșu (Falco tinnunculus), Oceanodroma castro, Puffinus puffinus, Serinus canaria, silvie cu cap negru (Sylvia atricapilla), mierlă (Turdus merula)

Pe lângă speciile protejate, pe teritoriul sitului au mai fost identificate 29 de specii de plante, 9 specii de păsări, 3 specii de mamifere, 15 specii de nevertebrate, 1 specie de reptile.